# Sainte-Anne-sur-Gervonde
Sainte-Anne-sur-Gervonde település Franciaországban, Isère megyében. Lakosainak száma 757 fő (2022. január 1.). Sainte-Anne-sur-Gervonde Tramolé, Châtonnay, Culin, Eclose-Badinières és Meyrieu-les-Étangs községekkel határos.

## Népesség
A település népessége az elmúlt években az alábbi módon változott:
| Lakosok száma | 269  | 283  | 337  | 537  | 607  | 649  | 692  | 717  | 730  | 757  |
|               | 1968 | 1982 | 1990 | 2006 | 2013 | 2015 | 2017 | 2019 | 2020 | 2022 |